# Stadtmuseum Borgholm

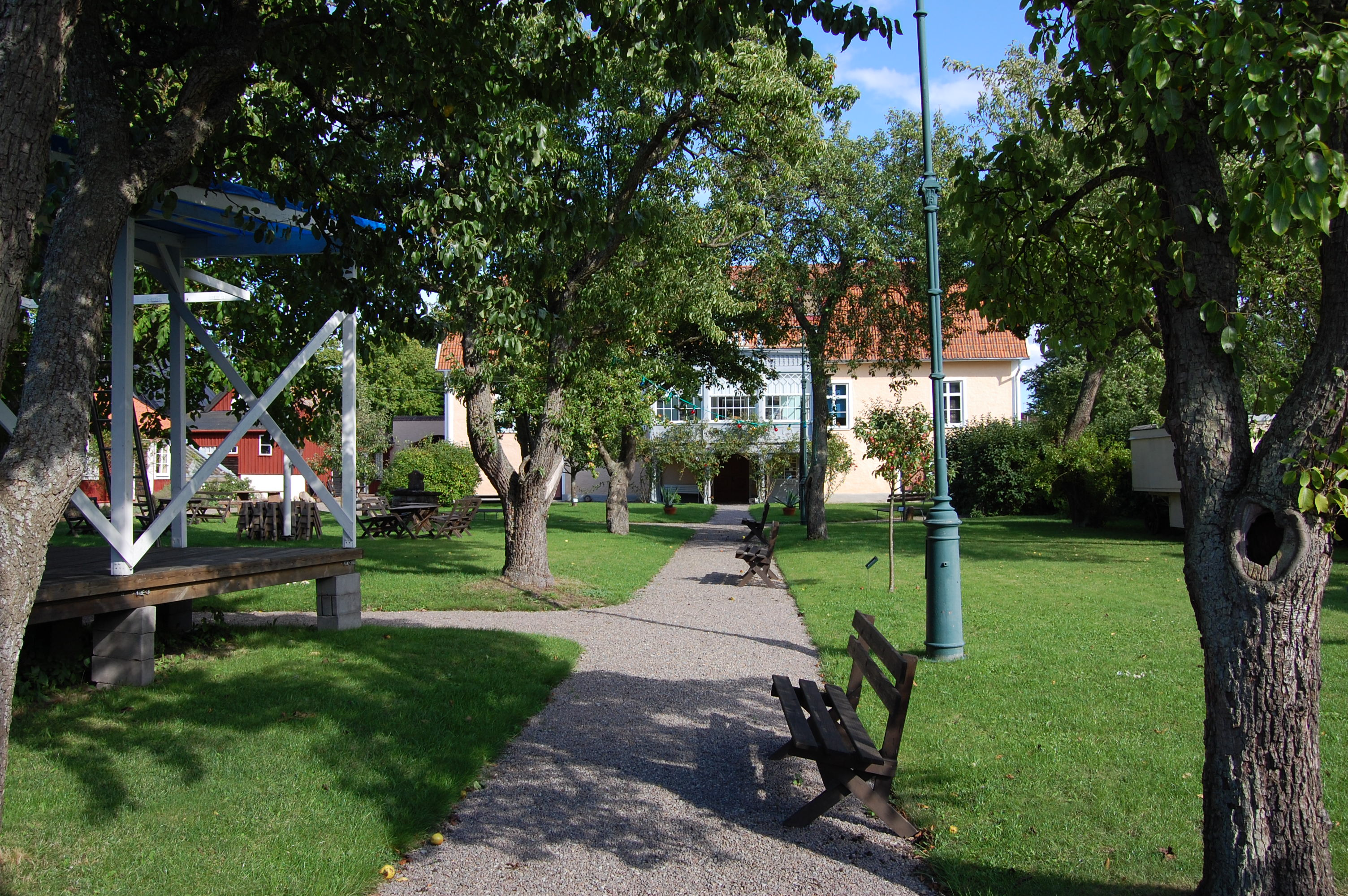
Stadtmuseum Borgholm, Blick durch den Garten auf die Rückseite des Hauses

Das Stadtmuseum Borgholm (schwedisch Borgholms stadsmuseum) ist ein Museum in der Stadt Borgholm auf der schwedischen Ostseeinsel Öland. Häufig wird es auch als Ölands forngård (deutsch Ölands alter Hof) bezeichnet.
Das Museum befindet sich in einem alten Bürgerhof im südlichen Teil der Stadt in der Tullgatan 22. Der von einem prächtigen Hauptgebäude dominierte Hof entstand am Anfang des 19. Jahrhunderts.
Im Museum werden neben der typischen Einrichtung des Bürgerhofs die Themen der Industrie- und Eisenbahngeschichte Ölands sowie die Stadtgeschichte Borgholms behandelt. Weitere Schwerpunkte sind archäologische Funde auf Öland und die bäuerliche Kultur der Insel. Gezeigt werden auch Sammlungen öländischer Kunst und Kunsthandwerks.
Das Museum ist nur in der Sommersaison geöffnet.